# Babes on Broadway
 Babes on Broadway és una pel·lícula musical americana de Busby Berkeley, estrenada el 1941.

## Argument
Tommy (Mickey Rooney) i els seus dos amics, Ray (Ray McDonald) i Hammy (Richard Quine), somien en convertir-se en estrelles de music-hall a Broadway, però l'èxit no els somriu: l'espectacle que donen cada dia es desenvolupa en un petit restaurant italià i no sobre l'escena d'un prestigiós teatre. D'altra banda a falta de clients, el restaurador, afligit, els ha de despatxar...
Llavors coneixen Miss Jones (Fay Bainter), l'ajudanta del cèlebre productor Thornton Reed (James Gleason) que, trobant-los molt talent, els organitza una audició privada amb el seu patró. Poc temps després, Tommy fa la feliç trobada de Penny (Judy Garland), la filla d'un professor de piano, desitjant destacar també en el negoci de l'espectacle. Desgraciadament, res no passarà com estava previst i els joves hauran de trobar llavors una manera de provar a tothom que són en possessió de grans aptituds artístiques...

## Repartiment
- Mickey Rooney: Tommy 'Tom' Williams
- Judy Garland: Penny Morris
- Fay Bainter: Miss 'Jonesy' Jones
- Virginia Weidler: Barbara Josephine 'Jo' Conway
- Ray McDonald: Ray Lambert
- James Gleason: Thornton Reed
- Richard Quine: Morton 'Hammy' Hammond
- Emma Dunn: Mrs Williams
- Donald Meek: Mr Stone
- Alexander Woollcott: Ell mateix
- Luis Alberni: Nick
- Margaret O'Brien: una noia a l'audició (no surt als crèdits)
- Donna Reed: la secretària de Miss Jonesy (no surt als crèdits)
- Ava Gardner: (no surt als crèdits)

## Nominacions
- Oscar a la millor cançó original 1943 per Burton Lane (música) i Ralph Freed (lletra) per la cançó "How About You?".

## Números Musicals
- Babes on Broadway (Crèdits del començament) (MGM Studio Chorus)
- Anything Can Happen in New York (Mickey Rooney, Ray McDonald, i Richard Quine)
- How About You? (Judy Garland i Mickey Rooney)
- Hoe Down (Judy Garland, Mickey Rooney, Six Hits and a Miss, The Five Musical Maids, i MGM Studio Chorus)
- Chin Up! Cheerio! Carry On! (Judy Garland, St. Luke's Episcopal Church Choristers, i MGM Studio Chorus)

Seqüència del Teatre Fantasma:
- Cyrano de Bergerac (Mickey Rooney interpreta Richard Mansfield)
- Mary's a Grand Old Name (Judy Garland interpreta Fay Templeton)
- She's Ma Daisy (Mickey Rooney interpreta Harry Lauder)
- I've Got Rings On My Fingers (Judy Garland interpreta Blanche Ring)
- La Marseillaise (Judy Garland interpreta Sarah Bernhardt)
- The Yankee Doodle Boy (Mickey Rooney i Judy Garland)
- Bombshell from Brazil (Judy Garland, Mickey Rooney, Richard Quine, Ray McDonald, Virginia Weidler, Anne Rooney, Robert Bradford, i MGM Studio Chorus)
- Mama Yo Quiero (Mickey Rooney)

Seqüència del Minstrel show:
- Blackout Over Broadway (Judy Garland, Mickey Rooney, Ray McDonald, Virginia Weidler, Richard Quine, Anne Rooney i MGM Studio Chorus)
- By the Light of the Silvery Moon (Ray McDonald)
- Franklin D. Roosevelt Jones (Judy Garland i MGM Studio Chorus)
- Old Folks at Home (Eddie Peabody al banjo, doblant Mickey Rooney)
- Alabamy Bound (Eddie Peabody al banjo, doblant Mickey Rooney)
- Waiting for the Robert E. Lee (Judy Garland, Mickey Rooney, Virginia Weidler, Anne Rooney, Richard Quine, i MGM Studio Chorus)
- Babes on Broadway (Final) (Judy Garland, Mickey Rooney, Virginia Weidler, Ray McDonald, Richard Quine, i MGM Studio Chorus)